# Tony Montana
Antonio Montana, detto Tony è il protagonista del film Scarface (1983) di Brian De Palma, interpretato da Al Pacino, remake dell'omonimo film del 1932 diretto da Howard Hawks.

## Biografia del personaggio
Nasce a Cuba il 3 novembre 1940. Suo padre Cecè abbandona sua madre Georgina quando Tony è ragazzo e sua sorella Gina è solo una bambina. Tony si dà quindi alla delinquenza, rapinando negozi e persone, insieme ad altri ragazzi balordi e poco seguiti dalle rispettive famiglie e durante questo periodo è probabile che si procuri la cicatrice sull'occhio sinistro, che gli segna il volto. Con l'avvento del comunismo a Cuba nella persona di Fidel Castro, il giovane matura un profondo odio per i comunisti. Di ritorno a casa, riprende la sua attività di teppista, fino a quando viene arrestato e condannato al carcere per omicidio e rapina insieme a un suo fidato complice, Manolo Ribera, detto Manny, con il quale aveva sostenuto il servizio militare tempo prima. Nel frattempo, sua madre e sua sorella Gina vanno a vivere a Miami, in Florida.
Nel 1980, il presidente Castro consente a 125.000 cubani di lasciare Cuba per approdare negli Stati Uniti, e riabbracciare i loro parenti. In verità lo scopo di Castro è di svuotare parte delle carceri cubane, colme fino all'ultima cella, quindi mette in libertà gran parte di malviventi. Ha luogo l'Esodo di Mariel ovvero il più imponente esodo cubano del Novecento, Fidel Castro rilascia un gran numero di detenuti per i quali organizza un espatrio negli Stati Uniti.
Tony e Manny sono tra le centinaia di rilasciati, considerati negli Stati Uniti dei rifugiati politici. Sbarcano in Florida, a Miami, in condizioni molto precarie fino a quando vengono trasferiti a "Freedom Town", che a dispetto del nome, è una sorta di ghetto/campo di prigionia per profughi cubani con precedenti penali. Tony e Manny riescono a ottenere la carta di residenza con l'uccisione di Emilio Rebenga, un ex politico di rilievo caduto in disgrazia agli occhi del Líder Máximo. Successivamente si inseriscono nella malavita di Miami, nel cartello della droga di Frank Lopez, il mandante dell'omicidio di Rebenga, nella divisione di Omar Suarez, con cui intrattiene pessimi rapporti fin dal giorno in cui si conoscono.
Nel corso del tempo, Tony si fa le ossa come gangster di Frank Lopez e si dimostra intelligente, forte, attivo, e senza paura
soprattutto dalla morte di Suarez, ritenuto una spia della polizia da Alejandro Sosa, un ricco e colto proprietario fondiario della Bolivia, il più grande produttore di cocaina delle Ande. Divenuto il numero due dell'organizzazione di Lopez, entra in conflitto con il suo principale, lavorando in proprio, e dimostrando molta spregiudicatezza e forti ambizioni. Temendo per la sua posizione di capo, Frank decide di far uccidere Tony mentre quest'ultimo si trova in un locale. Sopravvissuto al tentativo di omicidio, culminato in una feroce sparatoria, Tony si vendica di Lopez e assume la guida del suo cartello, quintuplicandone potere, zone di influenza e guadagni grazie a una stabile e proficua cooperazione con Sosa. L'uccisore di Frank Lopez è Manny, mentre Tony elimina il poliziotto corrotto Bernstein, socio di Frank e complice del complotto contro Tony.
Sposa Elvira Hancock, il 20 aprile 1983 e mette in piedi una grande società di copertura con la quale ricicla i grandi capitali provenienti dalla sua attività di spacciatore. Ma un giorno cade in una trappola: durante un'operazione di antiriciclaggio, viene arrestato da un poliziotto ebreo che si spaccia come usuraio e riciclatore. Alejandro Sosa, che ha amici a Washington, promette di aiutarlo facendo in modo di non fargli scontare neanche un giorno di carcere, se in cambio aiuterà Alberto, uno dei suoi migliori sicari, ad uccidere un giornalista boliviano che, tramite le sue apparizioni televisive, denuncia il governo della Bolivia, e lo stesso Sosa, come spacciatori e produttori di droga. Poco prima che l'operazione di assassinio abbia luogo, Tony ammazza Alberto, per impedire che questi a sua volta uccida il boliviano insieme alla moglie e ai figli piccoli, che ritiene innocenti.
Abbandonato dalla moglie Elvira, sorprende Manny la sera stessa insieme a Gina in una casa di lusso, dove stavano passando la loro luna di miele. Sotto l'effetto di cocaina, Tony, colto da un raptus di rabbia e nervosismo, non esita ad uccidere Manny senza pietà a colpi di pistola, provocando la brusca e disperata reazione della sorella, che porta a casa con sé. Una volta a casa, Tony, viene travolto dai sensi di colpa e continua ad assumere grandi quantità di cocaina. Quella stessa sera (2 novembre 1983) viene attaccato dai sicari mandati dal suo ex-socio e amico Sosa e, poco prima dello scontro diretto tra Tony e i sicari, muore la sorella Gina colpita per sbaglio da uno di questi (che aveva in realtà l'obiettivo di eliminare Tony).
(Tony Montana poco prima di aprire lo scontro a fuoco con i sicari)

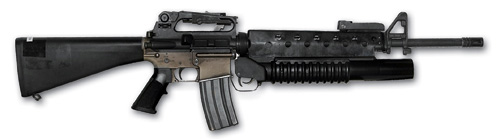
L'M16 che Tony utilizza nella scena finale del film, contro gli assalitori

A quel punto Tony perde completamente il controllo e la ragione e, furioso, si arma con un M16 (dotato di lanciagranate M203) ed ingaggia un pesantissimo e violento scontro a fuoco con i sicari di Sosa, che vengono letteralmente massacrati da Tony, visto che lui non riesce a percepire appieno il dolore dato l'abuso di cocaina fatto poco prima dello scontro e, barcollando, resiste alle pallottole e si rende determinato nell'uccidere i suoi nemici con una grande furia assassina. Dopo aver eliminato un gran numero di nemici, Tony viene però sopraffatto dalla superiorità numerica dei sicari di Sosa, e resta ucciso da uno di essi che, attaccandolo alle spalle, gli spara alla schiena con una lupara e lo fa cadere dalla balconata del salone all'interno della sua gloriosa fontana con il monumento del pianeta e la scritta "The World Is Yours" (Il Mondo È Tuo).

## Concezione e sviluppo

### Casting
Pacino ha insistito per assumere il ruolo principale in Scarface. Pacino lavorò con vari allenatori per il ruolo, tra cui esperti di combattimento con i coltelli e il pugile Roberto Durán. Durán ha anche contribuito a ispirare il personaggio, a detta di Pacino lui aveva "un certo leone in sé". Il personaggio dell'immigrata di Meryl Streep in La scelta di Sophie (1982) ha influenzato anche l'interpretazione di Pacino di Tony Montana. Il suo co-protagonista Steven Bauer, e un insegnante di dialetto, lo ha aiutato a imparare aspetti del dialetto cubano e della pronuncia.

## Altre apparizioni
Il personaggio di Antonio Montana compare anche in due videogiochi per PlayStation 2, Xbox e Pc : Scarface: The World Is Yours, videogioco d'azione prodotto dalla Vivendi Universal, e in Scarface: Money. Power. Respect..
Il videogioco Scarface: The World is Yours è un sequel del film, che mostra una realtà alternativa in cui Tony sopravvive all'assalto dei sicari di Sosa e riesce a scappare per miracolo, ma perde comunque il suo impero e quasi tutti i suoi averi a causa del narcotrafficante boliviano. Dopo averla scampata, Tony colmo di rimorso per la morte di Manny e Gina, giura vendetta contro Sosa e promette a sé stesso di riprendersi ogni cosa che ha perso e di non lasciare più che alcol e droga influenzino il suo giudizio. Pochi mesi dopo ritorna a Miami e comincia a riconquistarla, uccidendo i rivali Fratelli Diaz, Nacho Contreras e infine Gaspar Gomez. Dopo aver ottenuto il supporto da "Sandman", suo nuovo fornitore, Tony assalta la villa di Sosa facendosi strada tra i suoi addetti alla sicurezza e George Shieffeld. Infine rimasto da solo con Sosa, i due hanno una breve conversazione, nella quale Tony dice che Sosa deve morire per quello che ha fatto, mentre Sosa risponde che aveva avvertito Tony di non fregarlo, e Tony spiega che lui non ha ucciso il giornalista che Sosa voleva morto, in quanto nella macchina con lui c'erano la moglie e dei bambini innocenti. Sosa gli risponde che nel suo mestiere è vitale uccidere gli innocenti, quindi Tony infuriato uccide Sosa. Senza più rivali e con Sandman come fornitore, Tony può così controllare l'intero giro di cocaina di Miami con svariate proprietà sparse in tutta la città. Nel gioco viene anche accennato da qualche personaggio che Tony Montana è anche noto come "Scarface", contrariamente al film dove Tony non veniva mai chiamato con tale soprannome. Sempre nel videogame viene mostrato che il capitale di Tony ammontasse a più di 65 milioni di dollari prima dell'attacco degli uomini di Sosa alla sua villa che nel film provoca la sua morte, contrariamente al gioco.